# 차귀도

차귀도(遮歸島)는 대한민국 제주특별자치도 제주시 한경면 고산리에 있는 제주특별자치도의 섬으로 면적 0.16km2이다. 2000년 7월 18일 대한민국의 천연기념물로 지정되어 있다.

## 개요
차귀도는 죽도와 와도 2개의 섬으로 이루어진 무인도로서 제주도 고산리 해안과 약 2km 떨어져 있다.
차귀도는 제주도에서 쿠로시오 난류의 영향을 가장 먼저 받는 지역으로, 서식하고 있는 동식물이 매우 다양하며 아열대성이 가장 강한 지역으로 5∼10m 수심에는 수 많은 홍조식물이 자라고 있다. 홍조식물 중 아직 공식적으로 학계에 발표되지 않은 기는비단잘록이를 비롯한 Tiffaniella Chejuensis, Callithamniella Koreana, Amphiroa Chejuensis 등의 식물과 어깃꼴거미줄, 나도참빗살잎, 각시헛오디풀 등의 한국에서는 기록되지 않은 종들이 발견되었다. 또한 아열대지역에 서식하는 홍조류의 여러 종들이 이곳에서 발견되어 해조류의 분포론적으로 매우 중요한 지역이다.
동물의 경우 해면동물 13종 중 3종이 한국 미기록종이고, 극피동물은 6종 중 1종·자포동물은 총 15종 중에 산호충류 2종·대형동물은 8종 중 1종·이매패류는 12종 중 9종·갑각류는 17종 중 4종이 한국에서는 기록되지 않은 종이다. 육상생물로는 곰솔·제주조릿대·순비기나무·사철나무·멍석딸기·억새·닭의장풀·쇠고비 등이 있으나 매우 빈약하다.
차귀도 천연보호구역은 주변 경관이 아름다울 뿐만 아니라 한국에서 기록되지 않은 종들 내지 신종 해산생물이 서식하고 있어 생물학적인 가치가 높은 곳이다. 또한 앞으로 계속해서 미기록종과 신종 출현의 가능성이 큰 곳이며, 해산·동·식물 분포론적으로도 매우 중요한 학술적 가치를 지니고 있어 천연기념물로 지정하여 보호하고 있다.

## 같이 보기
- 아시아나항공 991편 추락 사고

## 참고 자료
- 차귀도 천연보호구역 - 국가유산청 국가유산포털